# Vive le Roi (jeu vidéo)
Pour les articles homonymes, voir Vive le roi.
Vive le Roi est un jeu vidéo de plates-formes et de réflexion développé par Sylvain Seccia et édité par Meridian4, sorti en 2017 sur Windows, Mac, Linux, iOS et Android.

## Accueil
- Canard PC : 6/10[1]
- Pocket Gamer : 5/10[2]